# Tim Lefebvre

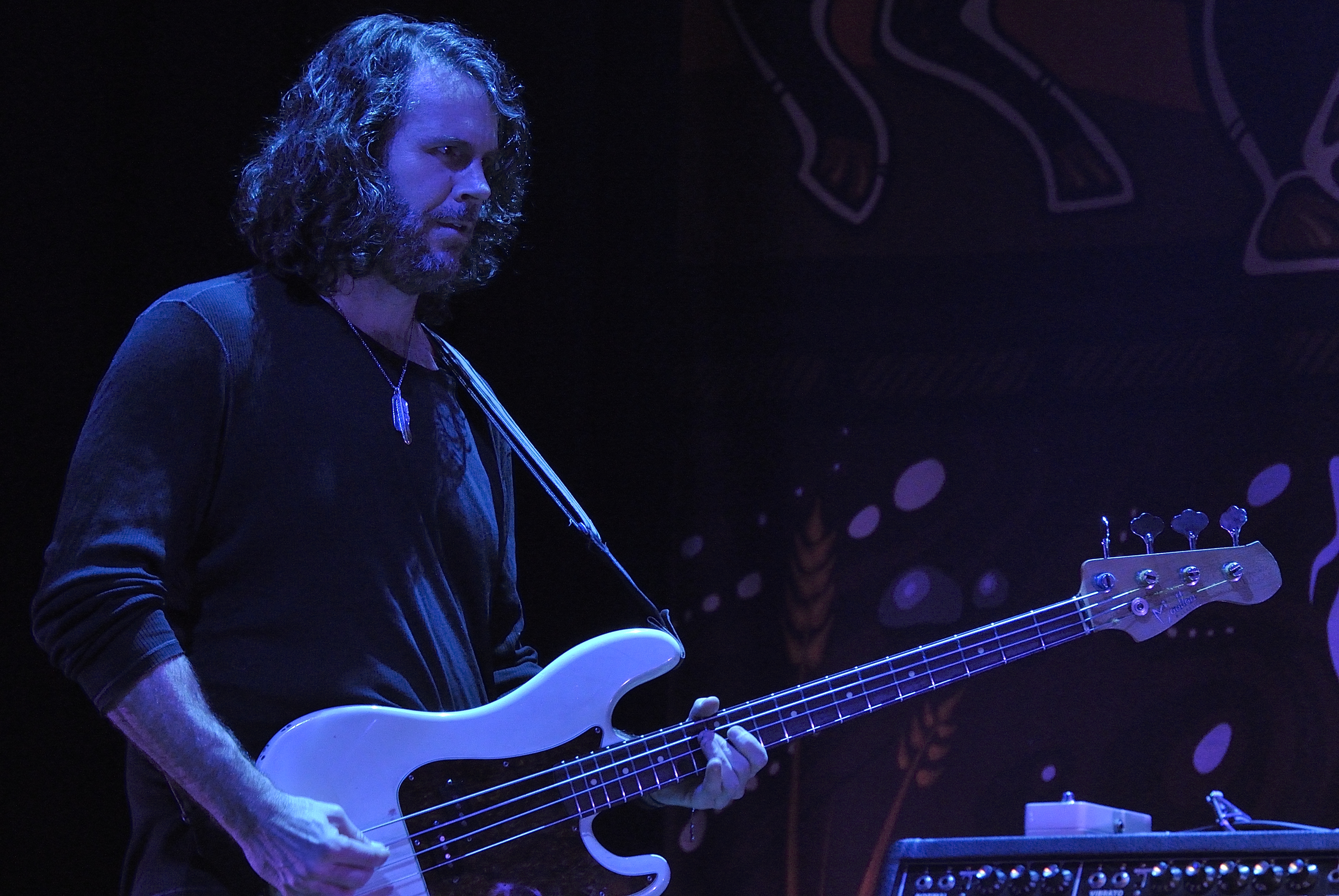
Tim Lefebvre se apresentando com a Tedeschi Trucks Band em 2014 no Hitomi Memorial Hall, Tóquio, Japão.

Tim Lefebvre (4 de fevereiro de 1968) é um baixista americano. Trabalhou com uma ampla gama de músicos, incluindo David Bowie, The Black Crowes, Elvis Costello, Sting, Empire of the Sun, The Sleepy Jackson, Wayne Krantz, Patti Austin, John Mayer, Jovanotti, Chuck Loeb, Mark Guiliana, Jamie Cullum, Chris Botti e Knower. Membro da Tedeschi Trucks Band até 2018, também trabalhou em trilhas sonoras de filmes e televisão, incluindo Ocean's Twelve, The Departed, Analyze That, The Sopranos e 30 Rock.
Considerado um "linguista musical" pela revista Bass Musician, Lefebvre é proficiente em vários gêneros, incluindo rock, jazz, fusion, música eletrônica e R&B.
Foi baixista no último álbum de estúdio de David Bowie, Blackstar, lançado dois dias antes da morte de Bowie, em 2016.